# ジム・エバンス
ジム・エバンス（James Bremond Evans、1946年11月5日 - ）は、元メジャーリーグ審判員（アメリカンリーグ所属）。アメリカ合衆国テキサス州ロングビュー出身。ジム・エバンス審判学校の創設者で現在も校長。
メジャーリーグ審判員を28年務め、審判教育に関する著書多数。審判技術の普及と向上に熱い情熱を傾けており、審判員を目指す日本人たちを熱心に指導、日本でも知られるようになる。日本人生徒のコメントによれば、見たところは「スーパーマリオ」。口ひげが特徴である。

## 人物
- 14歳の頃から草野球やアマチュア野球で審判をしていた。テキサス大学で野球に打ち込む傍ら教育学を専攻し、テキサス州教育委員会認定教員資格を持つ。
- マイナーリーグで4年、メジャーリーグで28年、プロ審判員歴は計32年の豊富な経験を持つ。アメリカン・リーグ審判のクルー・チーフを19年間務めた。ワールドシリーズ経験4回、リーグチャンピオンシップシリーズ経験9回、MLBオールスターゲーム出場3回（1989年、1999年は球審として）。メジャーリーグ審判協会の会長も務めた。
- メジャーリーグ審判員として2度の完全試合（三塁塁審として1984年9月30日のマイク・ウィット、二塁塁審として1999年7月18日のデビッド・コーン）に立ち会った7人の内の1人である。また、ノーラン・ライアンが7度目のノーヒットノーランを達成した1973年5月15日の試合や、ドン・サットンが通算300勝を挙げた1986年6月16日の試合でも球審を務めている。
- 1996年には、日本のパシフィック・リーグに4人制審判を導入にあたり指導者として選任された。同年「米国フーズ・フー（著名人名録）」に選ばれている。
- 著書に「注釈公式野球規則」、「プロ野球規則インデックス」や、海外でも出版された教育マンガ「ジム・エバンスのダイヤモンド・チャレンジ」（邦題「絶対にわかるイラスト野球ルール」）などがある。その他数多くの指導資料、トレーニング出版物を著述している。